# 寺井町
寺井町（てらいまち）は、かつて石川県能美郡に属していた町。九谷焼や古墳群で有名であった。
南東部の佐野地区に隣の辰口町とまたがる丘陵地帯がある外は、概ね平地で海抜は約4mほど。集落の間には水田が広がっている光景が町内の至るところで見られるが、近年は減反の影響と農業後継者不足、さらには住宅需要の高まりもあり、多くの水田が埋め立てられ住宅地に転用されている。
2005年2月1日に能美郡の根上町、辰口町と合併して能美市となり自治体としての寺井町は消滅した。現在、能美市役所寺井窓口センター周辺の地域で、町名としての「寺井町」が残されている。

## 地理

### 地形
- 河川
  - 手取川

### 隣接していた自治体
- 石川県
  - 能美郡 ： 根上町、辰口町、川北町
  - 小松市

## 歴史

### 沿革
- 1956年（昭和31年）9月30日 - 能美郡寺井野町、粟生村、久常村の区域の一部及び吉田村の区域の一部が合併して、寺井町が発足する。
- 2005年（平成17年）1月10日 - 能美市への合併に向け、閉町式を挙行。

## 行政

### 町長
| 代 | 人 | 氏名       | 就任                       | 退任                       | 備考                         |
| -- | -- | ---------- | -------------------------- | -------------------------- | ---------------------------- |
|    |    | 米沢清一   | 1956年（昭和31年）9月30日  | 1956年（昭和31年）11月10日 | 町長職務執行者、旧寺井野町長 |
| 1  | 1  | 横山藤勝   | 1956年（昭和31年）11月11日 | 1960年（昭和35年）11月10日 |                              |
| 2  | 1  | 横山藤勝   | 1960年（昭和35年）11月11日 | 1964年（昭和39年）11月10日 |                              |
| 3  | 2  | 松村茂     | 1964年（昭和39年）11月11日 | 1968年（昭和43年）11月10日 |                              |
| 4  | 2  | 松村茂     | 1968年（昭和43年）11月11日 | 1972年（昭和47年）11月10日 |                              |
| 5  | 3  | 中田良三   | 1972年（昭和47年）11月11日 | 1976年（昭和51年）11月10日 |                              |
| 6  | 3  | 中田良三   | 1976年（昭和51年）11月11日 | 1980年（昭和55年）11月10日 |                              |
| 7  | 3  | 中田良三   | 1980年（昭和55年）11月11日 | 1984年（昭和59年）11月10日 |                              |
| 8  | 3  | 中田良三   | 1984年（昭和59年）11月11日 | 1988年（昭和63年）11月10日 |                              |
| 9  | 3  | 中田良三   | 1988年（昭和63年）11月11日 | 1992年（平成4年）11月10日  |                              |
| 10 | 3  | 中田良三   | 1992年（平成4年）11月11日  | 1994年（平成6年）7月14日   | 病気により辞職               |
| 11 | 4  | 酒井悌次郎 | 1994年（平成6年）8月28日   | 1998年（平成10年）8月27日  |                              |
| 12 | 4  | 酒井悌次郎 | 1998年（平成10年）8月28日  | 2002年（平成14年）8月27日  |                              |
| 13 | 4  | 酒井悌次郎 | 2002年（平成14年）8月28日  | 2005年（平成17年）1月31日  |                              |

## 経済

### 産業
町北部の粟生（あお）地区およびその周辺には、手取川の豊かな水を利用した工業団地がある。
伝統工芸として九谷焼の絵付けが知られており、特に町南東部の佐野地区周辺に多くの絵付け業者を抱える。

## 施設
警察
- 石川県警察寺井警察署
  - 寺井交番

消防
- 能美郡広域事務組合消防本部
  - 寺井消防署

医療
- 寺井病院

上水道
全域を寺井町が供給する。水源は手取川の伏流水。
- 寺井町上水道
  - 上水道水源地

下水道
寺井町単独の公共下水道と、石川県下水道公社の加賀沿岸流域下水道が接続されている。
- 寺井町下水道
  - 東部浄化センター
- 加賀沿岸流域下水道 （根上町の翠ヶ丘浄化センターで処理）

ゴミ処理
能美郡広域事務組合が、辰口町の能美郡美化センターで処理する。
電話
金沢市のNTT西日本金沢支店が管轄する。
市外局番は町内全域が0761である。
郵便
町内の集配は以下の局が行う。
- 寺井郵便局 - 〒923

これ以外に粟生郵便局、佐野郵便局の2局の郵便局がある。
税務
小松市の金沢国税局小松税務署が管轄する。

## 教育

### 高等学校
- 石川県立（1校）
  - 寺井高等学校

### 中学校
- 寺井町立（1校）
  - 寺井中学校

### 小学校
- 寺井町立（3校）
  - 寺井小学校
  - 粟生小学校
  - 湯野小学校

### 社会教育
- 寺井町立図書館
- 九谷陶芸村
  - 九谷焼陶芸館
  - 九谷焼資料館
  - 浅蔵五十吉美術館
  - 石川県立九谷焼技術研修所
- 寺井町歴史民俗資料館
- 寺井町福祉会館
- 健康福祉センターサンテてらい

### 体育施設
- 寺井町スポーツセンター
  - 寺井町グラウンドゴルフ場
- 粟生運動公園
  - 寺井町民野球場
- 寺井町体育館
- 寺井町第二体育館
- 寺井町武道館
- 寺井町営テニスコート場
- 寺井町営プール
- すぱーく寺井(屋内ゲートボール場)

## 交通

### 鉄道

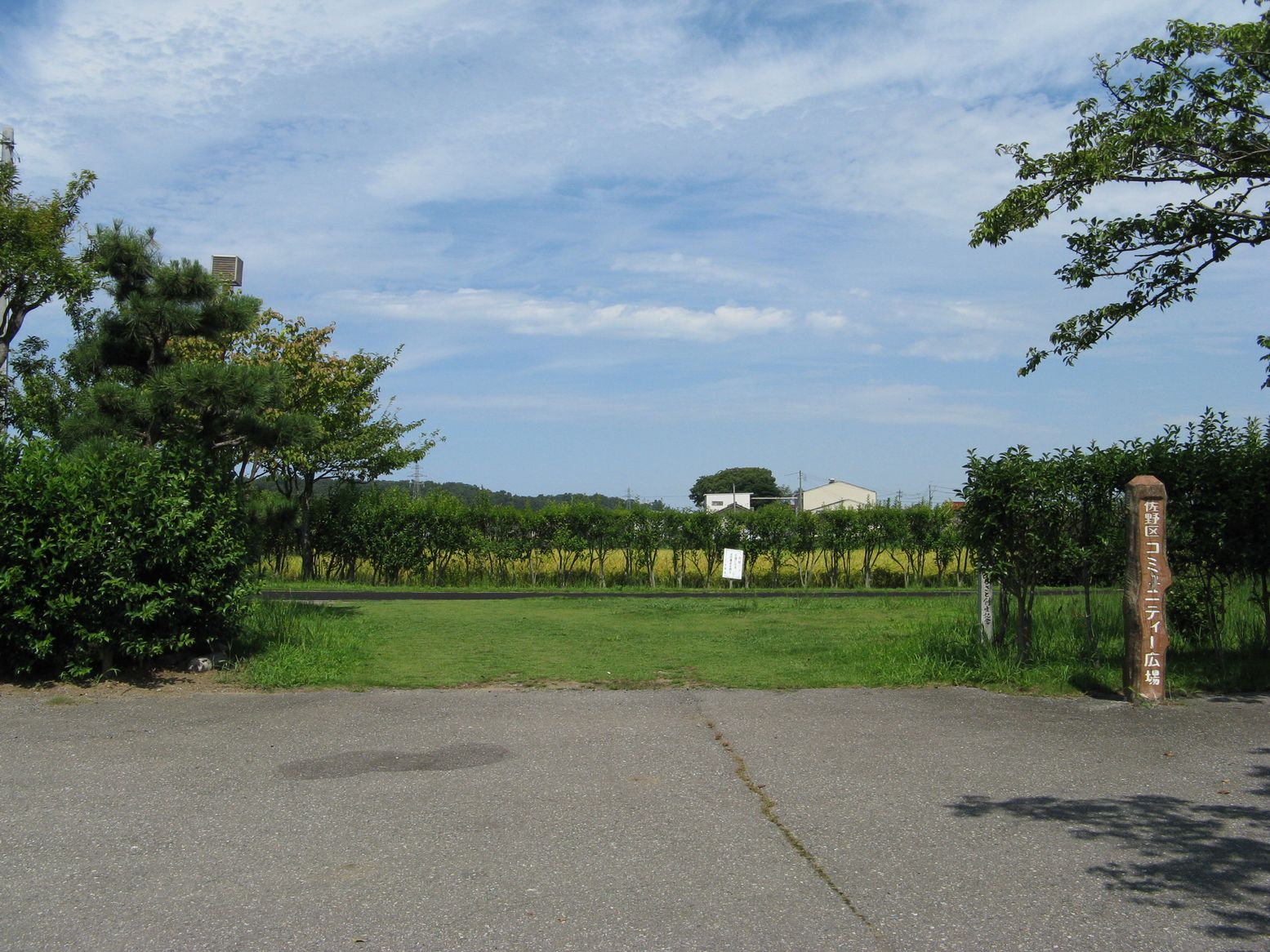
北陸鉄道能美線　加賀佐野駅跡

現在、町内に鉄道は通っていないが、かつては北陸鉄道能美線が町内を走っていた。
廃線跡はヘルスロードとして整備され、道沿いには桜並木が続いている。
また、隣の根上町にはJR西日本 北陸本線の能美根上駅（旧称：寺井駅）がある。
この駅は、当初は寺井町内に作られる予定であったが、地元民が鉄道建設を拒否したため寺井町を大きく迂回するように線路が作られたという逸話がある。
このため、同駅のプラットホームは現在でも急なカーブの途中に設置されている。

### 道路
- 一般国道
  - 国道8号
  - 国道8号金沢西バイパス
  - 国道8号小松バイパス
- 県道
  - 主要地方道
    - 石川県道4号小松鶴来線 （サンロード寺井）
    - 石川県道54号寺畠小松線

  - 一般県道
    - 石川県道102号根上寺井線
    - 石川県道157号松任寺井線
    - 石川県道164号津波倉寺井線
    - 石川県道165号金平寺井線
    - 石川県道169号粟生小松線
    - 石川県道171号吉原寺井線
    - 石川県道172号徳久粟生線
    - 石川県道173号和気寺井線

### バス
- 加賀白山バス（北陸鉄道グループ）
- 小松バス

#### コミュニティバス
- 寺井町コミュニティバス

## 名所・旧跡・観光スポット

### 名所・旧跡
- 和田山・末寺山古墳群（国の史跡）
- 和田山・末寺山史跡公園

### 保養・休憩施設
- 手取フィッシュランド
- クアハウス九谷
- ふるさと歴史の広場
- 寺井情報ステーション

### 娯楽施設
- 寺井劇場 - 映画館

## 祭事・催事
- 九谷茶碗まつり （5月・サンロード寺井）
- てらい古墳まつり （5月）

## 寺井町出身の有名人
- 浅蔵五十吉（陶芸家）
- 辰巳平一（元北陸放送アナウンサー）
- 浅田雅子（ソウルオリンピック飛び込み競技代表）
- 京田陽太 (プロ野球選手)